# گوروجسکو
گوروجسکو (به لاتین: Gorodzisko) یک روستا در لهستان است که در گمینا نارو واقع شده‌است. گوروجسکو ۱۰۰ نفر جمعیت دارد.